# Let L-610
Let L-610 是一款捷克LET公司所生產的原型機。

## 發展
在1970年代未，在雙渦漿引擎飛機Let L-410的成功銷售後，使俄羅斯航空要求LET公司設計一款新飛機取代安-24。
Let L-610設計為一款雙渦漿引擎飛機，採用新的捷克製引擎Motorlet M 602，載客量達40人。由於引擎的研發工作比飛機更久，使飛行測試推遲進行，最終於1988年12月28日成功首飛。雖然飛機曾在1990年代巴黎航空展中以俄羅斯航空標誌展現，但始終交付給沒有任何商業客戶。其中一架L-610M交付給捷克空軍，以支持飛行測試及認證工作。
蘇聯解體後，LET公司嘗試「西化」飛機以取得訂單，新方案為L-610G，採用美國通用電氣CT7引擎，配有Collins Pro Line II的電子飛行儀錶系統、自動駕駛及氣象雷達。此型號於1992年12月18日首飛。
由於當時Ayres集團擁有LET公司，因此飛機又名為Ayres L-610，曾以Ayres 7000之名銷售。Ayres 7000的顧客為城市連接航空，但該公司在破產後便取消了訂購。

## 性能 (L-610)
参考资料：Brassey's World Aircraft & Systems Directory
基本信息
- 机组：2
- 容量：40人

性能